# Benátská škola

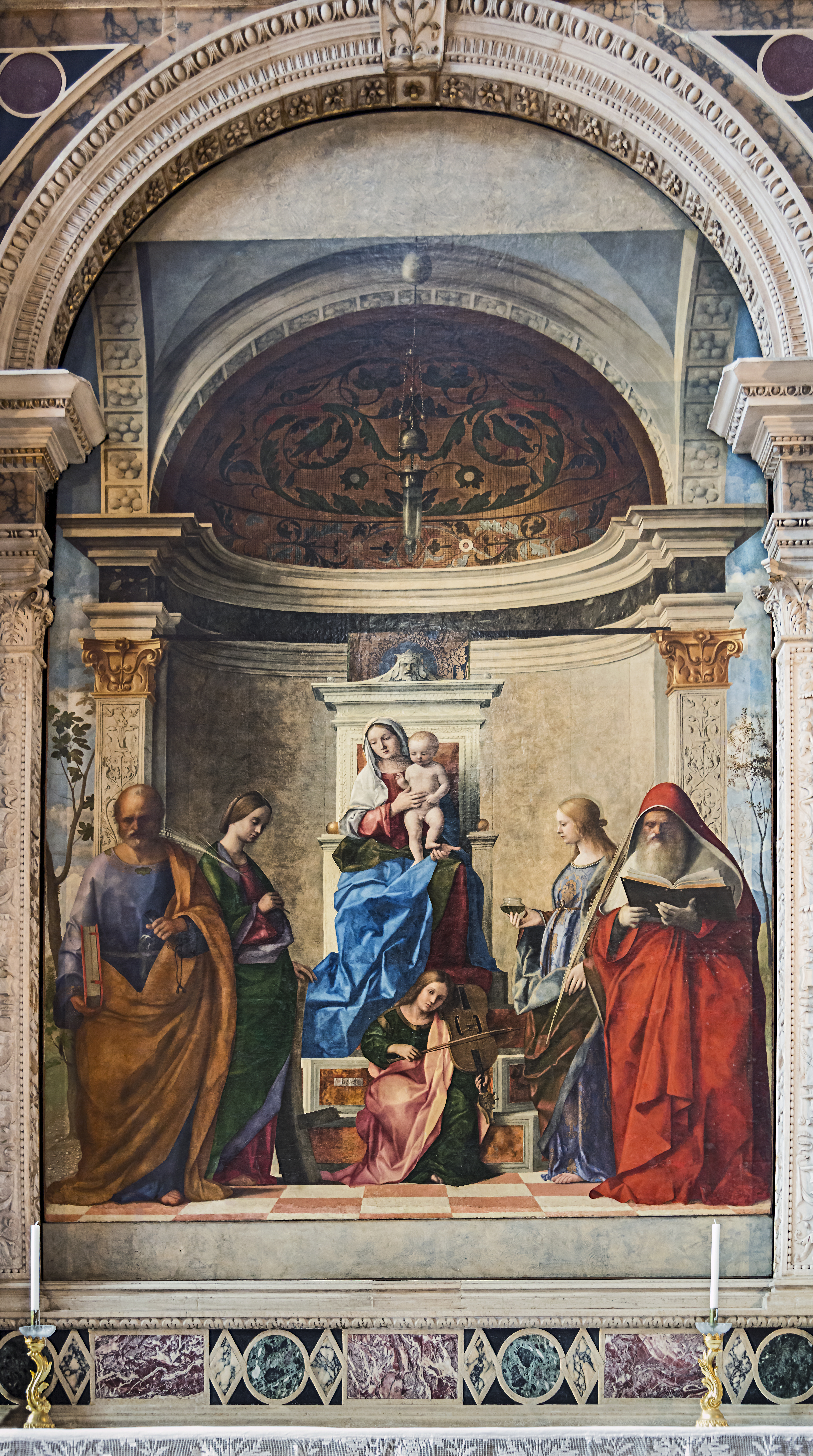
Oltářní obraz v chrámu San Zaccaria, Giovanni Bellini (1505), olej na plátně, chrám San Zaccaria (Sv. Zachariáš), Benátky

Benátská škola je umělecký styl konce 15. století. Vznikl v Benátkách, které měly charakteristickou, prosperující a vlivnou uměleckou scénu. Počínaje prací Giorgioneho (cca 1477–1510) a uměleckou dílnou Giovanni Belliniho (1430–1516), patří mezi hlavní umělce benátské školy Tizian (1489–1576), Tintoretto (1518–1594), Veronese (1528–1588) a Jacopo Bassano (1510–1592). Oproti manýrismu, převládajícímu v ostatních částech Itálie, benátská škola kladla důraz na barvu, ta byla považována za důležitější než linie. Benátský styl měl velký vliv na následný vývoj malby.

## Počátky
Na počátku 15. století dominoval benátskému malířskému umění starší styl, navazující na styl byzantský. Dokladem je dílo rodiny Vivarini. Od konce 15. století se benátská malba rozvíjela prostřednictvím spojení s Andrea Mantegnou (cca 1431–1506) a Antonella da Messinou (1430–1479). Messino předvedl techniku olejomalby raných nizozemských mistrů, kterou se pravděpodobně naučil za svého pobytu v Neapoli. Benátské umění, zejména malíře Giorgione (vl. jménem Giorgio Barbarelli da Castelfranco) ovlivnil také Leonardo da Vinci. Vytvoření benátského stylu je přičítáno hlavně Giovanni Bellinimu. Od svých dřívějších prací, například Madonna degli Alberetti (kolem 1487), které odrážejí převážně lineární přístup Mantegny, přešel později k měkčímu stylu, kde jasné barvy zdůrazňují formu. Příkladem je oltářní obraz v kostele San Zaccaria (Svatého Zachariáše) v Benátkách.

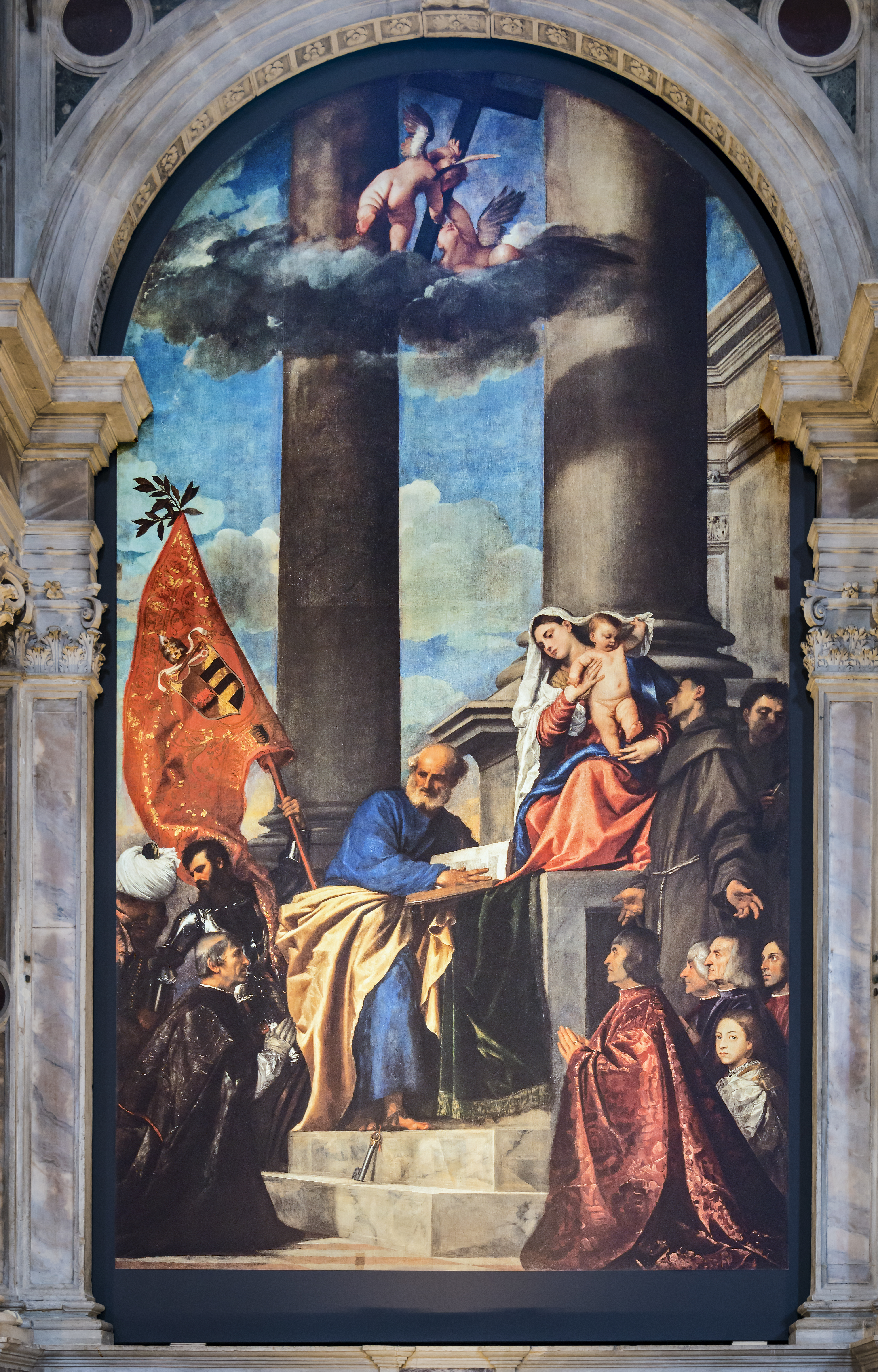
Madona rodu Pesaro, Tizianova raná práce v benátském stylu (1526)

Giorgione a Tizian byli oba Belliniho žáci. Spolupracovali na mnoha malbách a jejich styly jsou si natolik podobné, že je mnohdy těžké rozhodnout o autorství. Specialitou Giorgioneho byly idylické scény. Příkladem je jeho obraz Tři filozofové. Tento styl od Giorgiona přijal i jeho učitel Bellini, který krajinné scény použil v mnoha svých obrazech s Madonou. Stejně tak i Tizian v pracích jako  Koncert v přírodě  (1508) a Láska nebeská a láska pozemská (1515). Důraz na přírodu byl hlavním přínosem benátské školy. Tizian, díky svému dlouhému a produktivnímu životu, s širokou škálou témat a námětů byl nejvlivnějším a největším ze všech malířů benátské školy. Jeho rané dílo Madona rodu Pesaro (1519–1528) ukazuje odvážnou a novou kompozici tradičního náboženského subjektu. Malíř zde používá barvu nejen k oživení obrazu, ale také ke sjednocení kompozice. Příkladem je velká červená vlajka na levé straně, která vyvažuje červenou barvu šatů Madony. Tento způsob použití barvy se stalo charakteristickým znakem benátského stylu.

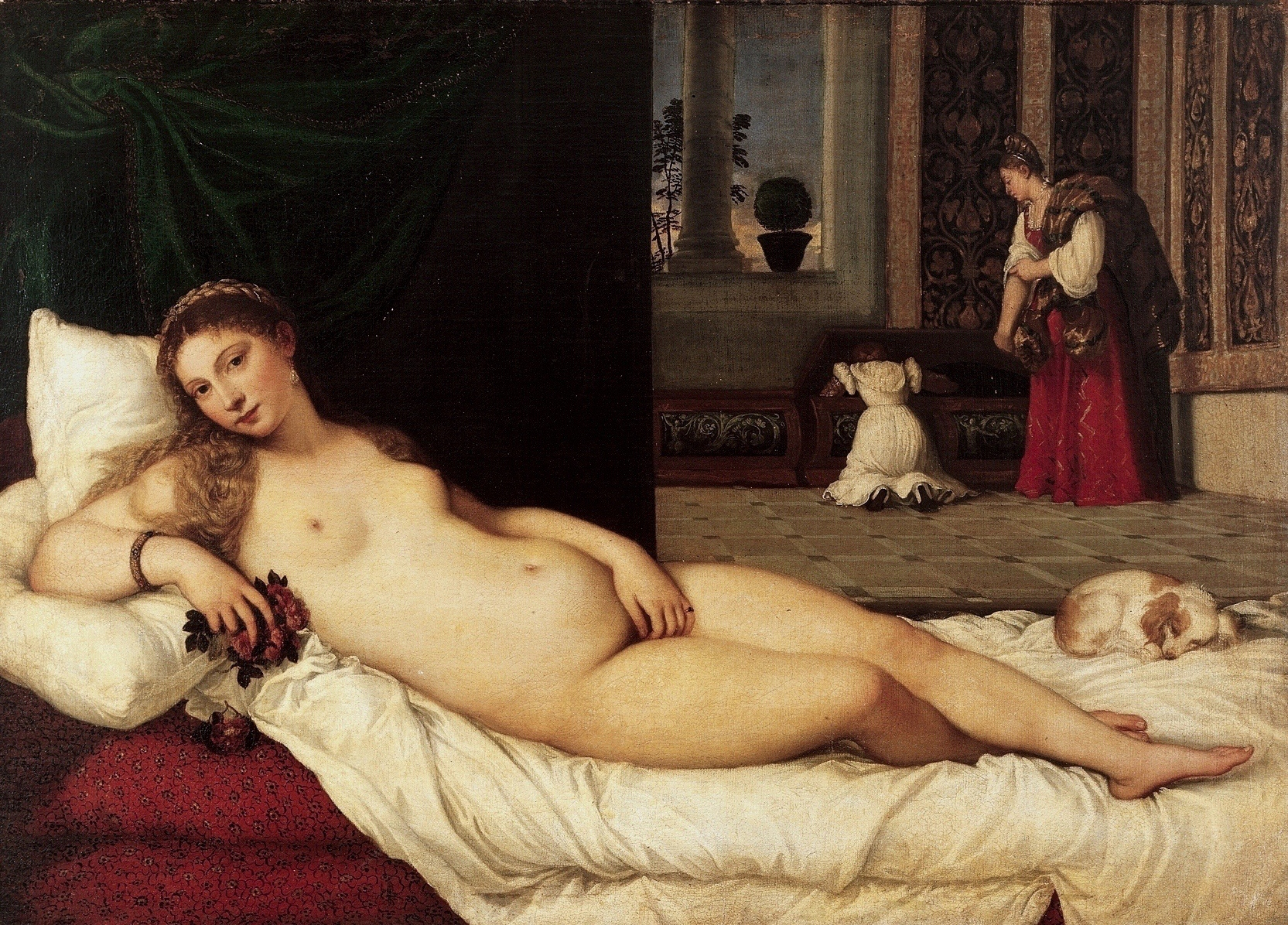
Tizian, Urbinská Venuše, známa také jako Ležící Venuše, (1538) lehce erotické dílo

Giorgionova Spící Venuše byla doplněná Tizianem po Giorgionově smrti v roce 1510. Tizian zde představil ženu jako důležitý objekt v umění. Použitím mytologických námětů taková díla jako Urbinská Venuše, dávají umělci příležitost použít kompozici, která je pečlivě kontrolována uspořádáním barev. Například v tomto obrazu je úhlopříčka nahoty srovnána opačnou úhlopříčkou mezi červenou na polštáři v přední části obrazu s červenými sukněmi ženy v pozadí. Taková díla pomohla Tizianovi stát se slavným a pomohl vytvořit skvělou reputaci benátského umění. Vlastnictví těchto obrazů symbolizovalo luxus, bohatství, a pro své umění portrétisty byl vyhledáván bohatými a mocnými. Příkladem je jeho dlouholetá práce pro císaře Karla V. a Filipa II. Španělského.

## Pozdější vývoj

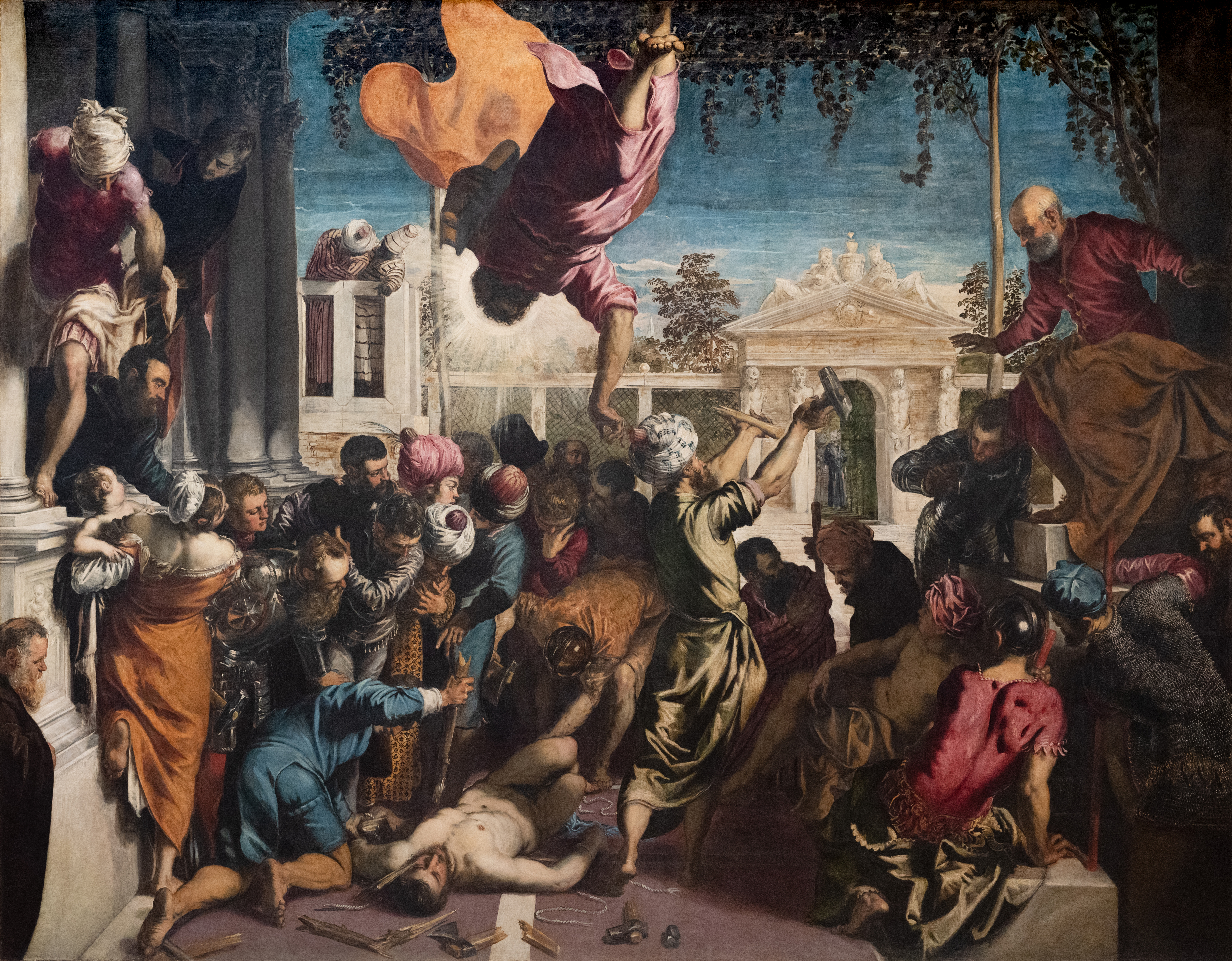
Zázrak sv. Marka, také znám jako Zázrak otroka, (1548) jedna ze tří prací Tintoretta pro kostel Sv. Marka, patrona Benátek

Ačkoli Tintoretto je někdy klasifikován jako umělec manýrista, patří bezesporu k malířům benátské školy. Na jeho obraze Zázrak sv. Marka jsou sice prvky manýrismu, jako přeplněná scéna, zkroucené propojení postav (jak v centrálních postavách, od předkročení otroka na zemi až po zázračnou postavu svatého Marka na obloze), tak figury v šedých rouchách a dramatická gesta a pózy. Zbarvení však udržuje teplo červené, zlaté a zelené benátské školy a postavy jsou uspořádány ve skutečném trojrozměrném prostoru, na rozdíl od komprimovaných kompozic mnoha manýristických děl. S intenzivně divadelním výrazem je jeho obraz předchůdcem barokního umění. Následníky Tintoretta byli Paolo Veronese, Jacopo Bassano a mnoho dalších umělců. Mnoho z nich pocházelo mimo Benátskou republiku.

## Hodnocení
Benátky jako město s obchodující s celým světem bylo ovlivněno západem i východem. Zvláštní poloha města na lagunách ovlivnila i styl benátské školy. Město dlouho patřilo k Byzanci a tak se zde uplatnil i vliv byzantského umění, který zde přežíval až do renesance. Hlavním charakteristickým rysem je smysl pro barvu, kolorismus a senzualismus, který zde dominuje nad kresbou. Rozhodující okamžik pro vznik benátské školy nastal v roce 1410, kdy florentský malíř Gentile da Fabriano a veronský Pisanello byli pozváni k výzdobě dóžecího paláce. Oba umělci ovlivnili Belliniho, otce slavné benátské malířské rodiny a A. da Murana, zakladatele malířské školy muránské. Kolem roku 1475 přišel do Benátek Jan van Eyck, znalý vlámské malířské techniky. Pro benátské umělce byly důležité obrazy na plátně, neboť vlhké prostředí nesvědčilo freskám. Vedoucí představitelé jsou hlavně synové Jacopa Belliniho Gentile a Giovanni. Gentile jako malíř statických slavnostních shromáždění, Giovanni ukazující duševní pohnutí a citový život. Po nich přišel Vittore Carpaccio, Cima da Conegliano a Marco Basaiti a také mistři vrcholné renesance Tizian, Giorgiano a Palma Vecchio. Slavná éra benátského cinquecenta vrcholí P. Veronesem a Tintorettem. V 18. století pak zazářila benátská škola ve freskách Tiepolových a vedutách Francesco Guardi a Canalettových, dílech Giovanniho Piazzetty a Pietra Longhiho, dekoracích Sebastiana a Marca Ricciho a pastelech Rosalby Carriery.  Benátská škola měla velký vliv na další směřování evropského umění. Pozdější západní umění bylo popsáno jako dialog mezi intelektuálním a sochařským / lineárním přístupem Florentské školy, a tradičním římským uměním. Díky přítomnosti Tiziana ve Španělsku, benátský styl ovlivnil později i španělské umění, včetně Velázqueze a prostřednictvím Rubense byl šířen dále do Evropy. Přestože to není považováno za součást benátské školy, styl benátské malby ovlivnil v 18. století dekorativní malování Tiepola a panoramatické pohledy Canaletta a Guardiho. Zničením Benátské republiky francouzskými revolučními armádami v roce 1797 však benátský styl zanikl.